# The Stronger Love
Pour plus de détails, voir Fiche technique et Distribution.
The Stronger Love est un film muet américain réalisé par Frank Lloyd et sorti en 1916.

## Synopsis
Dans une région montagneuse, deux familles voisines, les Serviss et les Rutherford, sont rivales. Nell est fiancée à Jim Serviss, le chef du clan. Mais un jour, elle rencontre un étranger qui explore la montagne à la recherche de radium. Ce dernier a élu domicile chez les Rutherford. Nell s'éprend de cet homme, qui se révèle bientôt être Rolf Rutherford, le fils de ses voisins.

## Fiche technique
- Titre : The Stronger Love
- Réalisation : Frank Lloyd
- Scénario : Julia Crawford Ivers, d'après une nouvelle d'Alice von Saxmar
- Chef opérateur : James Van Trees
- Production : Oliver Morosco Photoplay Company
- Pays de production :  États-Unis
- Distribution : Famous Players-Lasky Corporation
- Genre : Film dramatique
- Durée : 50 minutes
- Date de sortie :
  - États-Unis : 13 août 1916

## Distribution
- Vivian Martin : Nell Serviss
- Edward Peil Sr. : Jim Serviss
- Frank Lloyd : Tom Serviss
- Jack Livingston : Rolf Rutherford

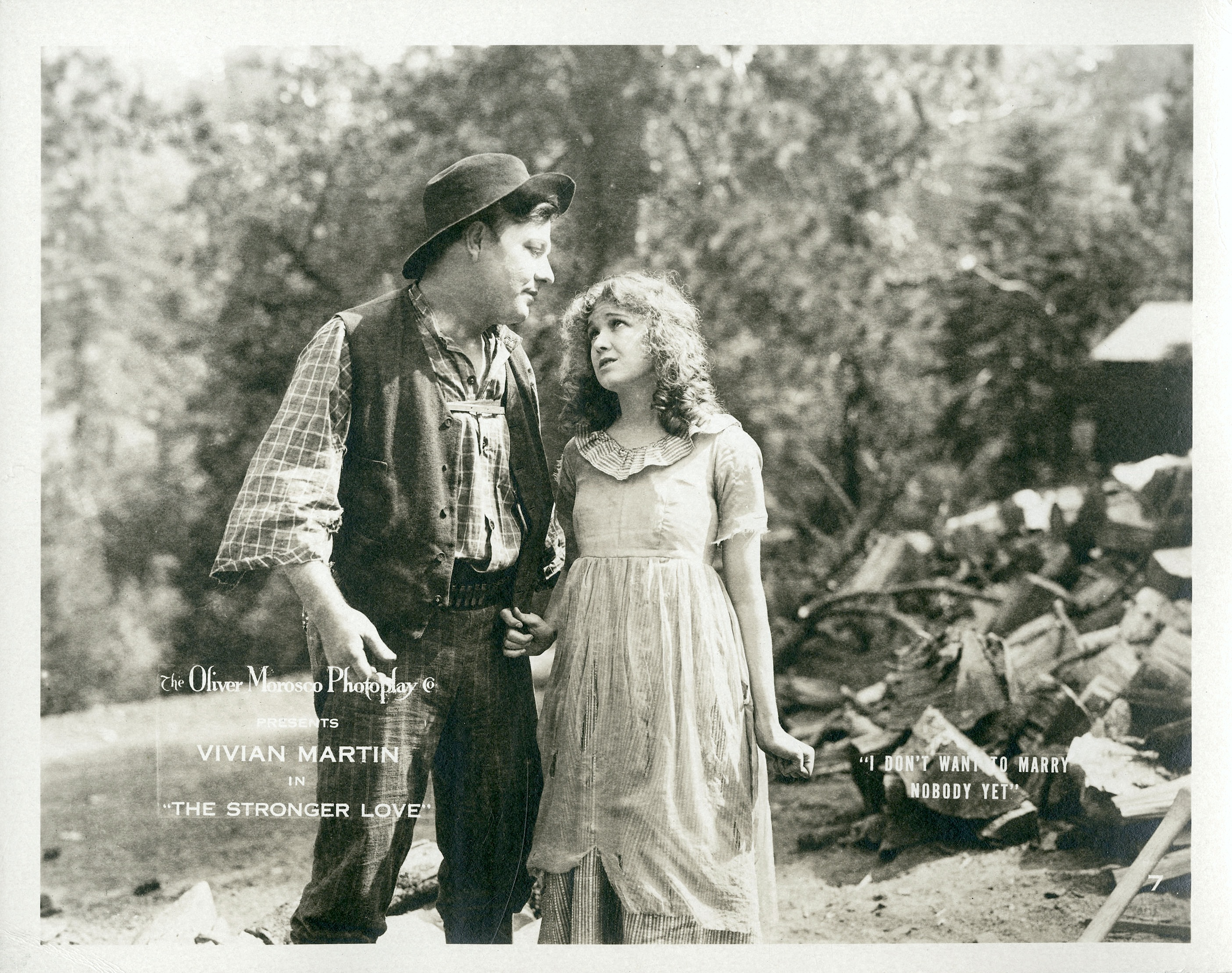
Photo promotionnelle du film, avec la légende I don't want to marry nobody yet. (Je ne veux épouser personne pour l'instant).

- Alice Knowland : Mrs Jane Rutherford
- Herbert Standing : Oriel Kincaid
- John McKinnon : Peter Kincaid
- Louise Emmons : la veuve Serviss
- William Jefferson